# 글리코젠 생성 효소
글리코젠 생성효소(영어: glycogen synthase) (EC 2.4.1.11)는 포도당을 글리코젠으로 전환시키는 글리코젠 합성에서의 핵심 효소이다. UDP-글루코스-글리코젠 글루코실트랜스퍼레이스(영어: UDP-glucose-glycogen glucosyltransferase)라고도 한다. 글리코젠 생성효소는 UDP-글루코스와 (1,4-α-D-글루코실glucosyl)n의 반응을 촉매하여 UDP와 (1,4-α-D-글루코실)n+1을 생성하는 반응을 촉매하는 글리코실트랜스퍼레이스이다.

## 같이 보기
- 글리코젠
- 글리코젠 합성